# Liste du patrimoine culturel immatériel de l'humanité au Mexique
Cet article recense les pratiques inscrites au patrimoine culturel immatériel au Mexique.

## Statistiques
Le Mexique ratifie la convention pour la sauvegarde du patrimoine culturel immatériel le 14 décembre 2005. La première pratique protégée est inscrite en 2008.
En 2023, le Mexique compte 12 éléments inscrits au patrimoine culturel immatériel, 11 sur la liste représentative et 1 sur le registre des meilleures pratiques de sauvegarde.

## Listes

### Liste représentative
L'élément suivant est inscrit sur la liste représentative du patrimoine culturel immatériel de l'humanité :
| Élément | Type                                                                                                 | Subdivision      | Année | Lien  | Notes                  | Illus. |
| --- | --- | ---------------- | ----- | ----- | ---------------------- | ------ |
| Les fêtes indigènes dédiées aux morts | pratiques sociales, rituels et événements festifs                                                    |                  | 2008  | 00054 |                        |        |
| La cérémonie rituelle des Voladores | pratiques sociales, rituels et événements festifs                                                    |                  | 2009  | 00175 |                        |        |
| Les lieux de mémoire et traditions vivantes du peuple Otomí-Chichimecas de Tolimán : la Peña de Bernal, gardienne d’un territoire sacré                                 | traditions et expressions orales pratiques sociales, rituels et événements festifs                   | Querétaro        | 2009  | 00174 |                        |        |
| La cuisine traditionnelle mexicaine - culture communautaire, vivante et ancestrale, le paradigme de Michoacán                                                           | pratiques sociales, rituels et événements festifs                                                    |                  | 2010  | 00400 |                        |        |
| Les Parachicos dans la fête traditionnelle de janvier à Chiapa de Corzo                                                                                                 | pratiques sociales, rituels et événements festifs                                                    | Chiapa de Corzo  | 2010  | 00399 |                        |        |
| La Pirekua, chant traditionnel des P’urhépecha | arts du spectacle                                                                                    | Michoacán        | 2010  | 00398 |                        |        |
| Le Mariachi, musique à cordes, chant et trompette | arts du spectacle                                                                                    |                  | 2011  | 00575 |                        |        |
| La Charrería, tradition équestre au Mexique | arts du spectacle connaissances et pratiques concernant la nature et l'univers                       |                  | 2016  | 01108 |                        |        |
| La romería, cycle rituel de pèlerinage de la Vierge de Zapopan portée en procession                                                                                     | pratiques sociales, rituels et événements festifs                                                    | Zapopan          | 2018  | 01400 |                        |        |
| Processus de fabrication de la talavera artisanale de Puebla et de Tlaxcala (Mexique) et de la céramique de Talavera de la Reina et d'El Puente del Arzobispo (Espagne) | savoir-faire liés à l'artisanat traditionnel                                                         | Puebla, Tlaxcala | 2019  | 01462 | Partagé avec l'Espagne |        |
| Le boléro, identité, émotion et poésie en chanson | traditions et expressions orales arts du spectacle pratiques sociales, rituels et événements festifs |                  | 2023  | 01990 | Partagé avec Cuba      |        |

### Patrimoine immatériel nécessitant une sauvegarde urgente
Le Mexique ne compte aucun élément listé sur la liste du patrimoine immatériel nécessitant une sauvegarde urgente.

### Registre des meilleures pratiques de sauvegarde
Le Mexique compte une pratique listée au registre des meilleures pratiques de sauvegarde :
| Élément | Type | Subdivision | Année | Lien  | Notes | Illus. |
| --- | --- | ----------- | ----- | ----- | ----- | ------ |
| Xtaxkgakget Makgkaxtlawana : le Centre des arts autochtones et sa contribution à la sauvegarde du patrimoine culturel immatériel du peuple totonaque de Veracruz, Mexique | traditions et expressions orales arts du spectacle pratiques sociales, rituels et événements festifs savoir-faire liés à l’artisanat traditionnel | Veracruz    | 2012  | 00666 |       |        |